# Berta Rūmniece
Berta Rūmniece  z domu Mihelsone,  pseudonim sceniczny Berta Graudiņu (ur. 21 października 1865 w Aizkraukle, zm. 8 marca 1953 w Rydze) – łotewska aktorka teatralna. Pierwsza łotewska aktorka, która świętowała 25. i 50. rocznicę nieprzerwanej działalności scenicznej, pierwsza łotewska aktorka, która otrzymała Order Czerwonego Sztandaru Pracy, pierwsza łotewska aktorka, która otrzymała honorowy tytuł Artystki Ludowej Łotewskiej SRR.

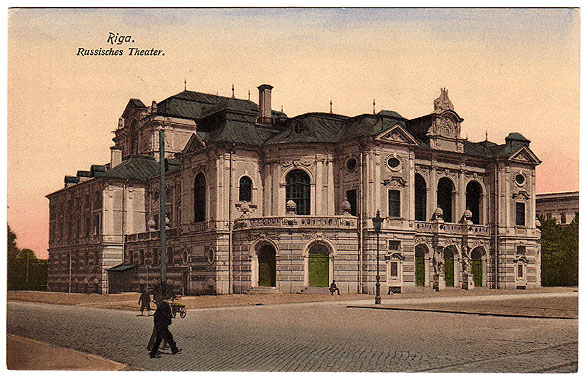
Łotewski Teatr Narodowy, między 1910 a 1918, Ryga

## Biografia
Berta Mihelsone urodziła się w 1865 r. w Aizkraukle. Ojciec, Fricis Mihelsone, był pracownikiem kolei. Matka, Natālija Fridrihsone, córka młynarza, zajmowała się wychowywaniem dzieci. Brat, Aleksandrs Mihelsons (1875-1917), również był aktorem. Do piątego roku życia Berta dorastała w Aizkraukle, następnie wraz z rodziną przeprowadziła się do Koknese. Początkowo uczyła się w wiejskiej szkole, ale rodzice chcieli jej zapewnić lepsze wykształcenie i wysłali ją do Rygi, gdzie przez sześć lat, mieszkała u krewnych matki i uczyła się w Elizabetes skolā. Sytuacja rodziny pogorszyła się, gdy ojciec zachorował i w wieku 17 lat musiała przerwać naukę i podjąć pracę. Pracowała w sklepie z pościelą, szyła bieliznę i damskie okrycia wierzchnie. Przypadek sprawił, że została aktorką. Dyrektor Łotewskiego Teatru w Rydze Ādolfs Alunāns zamieścił ogłoszenie o poszukiwaniu nowych aktorów, na które odpowiedziała. Po zatrudnieniu jej Alunāns zmienił nazwisko Berty z Mihelsone na Graudiņu. Pierwszą rolą Berty Graudiņy była pokojówka w sztuce Piltenieks Rīgā. Jej talent sceniczny rozkwitł, gdy teatrem zarządzali Hermann Rode-Ebeling (1885-1893) i Jēkabs Duburs (1893-1908). W 1890 r., poślubiła Kārli Rūmnieku, tenora i aktora grającego niewielkie role w Łotewskim Teatrze w Rydze. Małżeństwo miało dziewięcioro dzieci, z których pięcioro dożyło dorosłego wieku: Jānis, Arturs, Rūdolfs, Elizabete i Keta.  
19 czerwca 1908 r. spłonął budynek Łotewskiego Teatru w Rydze i z inicjatywy Łotewskiego Towarzystwa Scenicznego powstał Nowy Teatr Ryski, w którym zatrudniona została część trupy aktorskiej, w tym Berta.  7 maja 1909 r., jako pierwsza łotewska aktorka świętowała 25-lecie swojej nieprzerwanej działalności teatralnej. W Nowym Teatrze Ryskim spędziła 7 lat, do 1915 r. kiedy to teatr został zlikwidowany z powodu wojny.  Berta wraz z rodziną i częścią aktorów wyjechała do Rosji, gdzie spędzili cztery lata na tułaczce. Przez 3 lata występowali w Petersburgu, następnie dotarli do Charkowa i Moskwy, gdzie zmarł jej mąż. Na początku 1919 r. Berta Rūmniece powróciła do Rygi. Ostatnie lata swojej pracy artystka spędziła w Łotewskim Teatrze Narodowym i Teatrze Dramatycznym. W 1920 r. wystąpiła w pierwszym łotewskim filmie fabularnym Es karā aiziedams  w reżyserii Vilisa Segliņša. W 1947 r. Berta Rūmniece otrzymała epizodyczną rolę w filmie fabularnym Studio Filmowe w Rydze (Rīgas Kinostudija) Mājup ar uzvaru.
Berta Rūmniece grała głównie role starszych kobiet, szczególnie cenie były kreacje matek. Występowała w sztukach Rūdolfa Blaumaņisa: Ļaunais gars, Pazudušais dēls, No saldenās pudeles, Skroderdienas Silmačos, Indrāni, Ugunī. Odegrała również znaczące role w sztukach: Anny Brigadere, Andrejsa Upītsa, Maksima Gorkiego, Aleksandra Ostrowskiego, Nikołaja Gogola, Gerharta Hauptmanna i Henrika Ibsena. Była pierwszą łotewską aktorką, która świętowała 25. i 50. rocznicę nieprzerwanej działalności scenicznej. Zmarła 18 marca 1853 r. Pochowana została na Cmentarzu Leśnym w Rydze.

## Nagrody i wyróżnienia
- 1945: Artystka Ludowa Łotewskiej SRR - jako pierwsza łotewska aktorka[14][15]
- 1945: Order Czerwonego Sztandaru Pracy - jako pierwsza łotewska aktorka[4][15]
- 1948: Nagroda Stalinowska za rolę w sztuce Arvīdsa Grigulisa Māls un porcelāns[14][15]
- 1950: Order Lenina[9][15]